# Peak Hill
Peak Hill – osada w Anglii, w hrabstwie Lincolnshire. Leży 63 km na południowy wschód od Lincoln i 136 km na północ od Londynu.